# Линкълн (филм)
Вижте пояснителната страница за други значения на Линкълн.
„Линкълн“ (на английски: Lincoln) е американски биографичен филм от 2012 година, режисиран от Стивън Спилбърг с участието на Даниъл Дей-Луис като Ейбрахам Линкълн и Сали Фийлд като Мери Тод Линкълн. Адаптираният сценарий е по биографичния роман на Дорис Кърнс Гудуин „Team of Rivals: The Political Genius of Abraham Lincoln“. В основата си сюжетът се върти около опитите на президента Линкълн да обедини американската нация с прекратяването на Гражданската война и същевременно да прокара 13-ата поправка в Конституцията, касаеща премахването на робството.
„Линкълн“ получава широко одобрение от американската критика. През декември 2012 година филмът получава седем номинации за Златен глобус 2013, като печели една награда за изпълнението на Дей-Луис. През февруари 2013 година Линкълн печели два Оскара за най-добри декори и най-добър актьор в главна роля за Даниъл Дей-Луис. Филмът е и изненадващ финансов успех, като събира приходи от над 200 милиона щатски долара в световен мащаб.
Въпреки че Стивън Спилбърг е експерт във военните филми, той не се фокусира върху военните действия, а върху игрите, които се случват на политическата сцена.